# Pohár mistrů evropských zemí 1962/1963
Sezóna 1962/63 byla 8. ročníkem Poháru mistrů evropských zemí. Jejím vítězem se stal italský klub AC Milán, který získal svůj první titul v historii.

## Předkolo
| Domácí v 1. zápase  | Celkem | Hosté v 1. zápase | 1. zápas | 2. zápas |
| ------------------- | ------ | ----------------- | -------- | -------- |
| AC Milán            | 14–0   | Union Lucemburk   | 8–0      | 6–0      |
| Floriana FC         | 1–14   | Ipswich Town FC   | 1–4      | 0–10     |
| FC Dinamo București | 1–4    | Galatasaray       | 1–1      | 0–3      |
| Polonia Bytom       | 6–2    | Panathinaikos FC  | 2–1      | 4–1      |
| PFK CSKA Sofia      | 6–2    | Partizan          | 2–1      | 4–1      |
| Real Madrid         | 3–4    | RSC Anderlecht    | 3–3      | 0–1      |
| Shelbourne FC       | 1–7    | Sporting CP       | 0–2      | 1–5      |
| Dundee              | 8–5    | Köln              | 8–1      | 0–4      |
| Servette            | 4–41   | Feyenoord         | 1–3      | 3–1      |
| Fredrikstad         | 1–11   | Vasas             | 1–4      | 0–7      |
| Austria Wien        | 7–3    | HIFK              | 5–3      | 2–0      |
| Vorwärts Berlin     | 0–4    | Dukla Praha       | 0–3      | 0–1      |
| Linfield FC         | 1–2    | Esbjerg           | 1–2      | 0–0      |
| Norrköping          | 3–1    | Partizani Tirana  | 2–0      | 1–1      |

1 Feyenoord porazil Servette 3:1 v rozhodujícím zápase na neutrální půdě.

## První kolo
| Domácí v 1. zápase | Celkem | Hosté v 1. zápase | 1. zápas | 2. zápas |
| ------------------ | ------ | ----------------- | -------- | -------- |
| AC Milán           | 4–2    | Ipswich Town FC   | 3–0      | 1–2      |
| Galatasaray        | 4–2    | Polonia Bytom     | 4–1      | 0–1      |
| PFK CSKA Sofia     | 2–4    | RSC Anderlecht    | 2–2      | 0–2      |
| Sporting CP        | 2–4    | Dundee            | 1–0      | 1–4      |
| Feyenoord          | 3–31   | Vasas             | 1–1      | 2–2      |
| Austria Wien       | 3–7    | Stade de Reims    | 3–2      | 0–5      |
| Esbjerg            | 0–5    | Dukla Praha       | 0–0      | 0–5      |
| Norrköping         | 2–6    | Benfica Lisabon   | 1–1      | 1–5      |

1 Feyenoord porazil Vasas 1:0 v rozhodujícím zápase na neutrální půdě.

## Čtvrtfinále
| Domácí v 1. zápase | Celkem | Hosté v 1. zápase | 1. zápas | 2. zápas |
| ------------------ | ------ | ----------------- | -------- | -------- |
| Galatasaray        | 1–8    | AC Milán          | 1–3      | 0–5      |
| RSC Anderlecht     | 2–6    | Dundee            | 1–4      | 1–2      |
| Stade de Reims     | 1–2    | Feyenoord         | 0–1      | 1–1      |
| Benfica Lisabon    | 2–1    | Dukla Praha       | 2–1      | 0–0      |

## Semifinále
| Domácí v 1. zápase | Celkem | Hosté v 1. zápase | 1. zápas | 2. zápas |
| ------------------ | ------ | ----------------- | -------- | -------- |
| AC Milán           | 5–2    | Dundee            | 5–1      | 0–1      |
| Feyenoord          | 1–3    | Benfica Lisabon   | 0–0      | 1–3      |

## Finále
| 22. května 1963        |        |                 |                                                                          |
| AC Milán               | 2 – 1  | Benfica Lisabon | Stadion Wembley, Londýn diváci: 45 700 rozhodčí: Arthur Holland (Anglie) |
| José Altafini 58', 66' | Report | Eusébio 18'     | Stadion Wembley, Londýn diváci: 45 700 rozhodčí: Arthur Holland (Anglie) |

## Vítěz
| Pohár mistrů evropských zemí 1962/63 AC Milán (1. titul) Giorgio Ghezzi, Mario David, Mario Trebbi, Víctor Benítez, Cesare Maldini , Giovanni Trapattoni, Dino Sani, Gianni Rivera, Gino Pivatelli, José Altafini, Bruno Mora Trener: Nereo Rocco |